# Hoftag von Visegrád (1335)
Der Erste Hoftag von Visegrád (polnisch Zjazd w Wyszehradzie) in Visegrád im Jahre 1335 diente der Beilegung von Konflikten zwischen dem König von Polen Kasimir dem Großen,  König Johann von Böhmen und dem König von Ungarn Karl I.

## Vorgeschichte
Johann und Kasimir führten seit 1327 Krieg um die polnische Krone, da Johann sich als Erben der Premysliden ansah, die bis 1306 polnische Könige waren. Karl wollte zwischen beiden vermitteln, um eine Allianz gegen die Habsburger zu schmieden.

## Beschlüsse
Johann verzichtete auf die Krone Polens gegen eine Abfindungszahlung. Kasimir erkannte die Lehenshochheit der schlesischen Piasten gegenüber Johann an. Es wurden Handelswege vereinbart, die Wien umfahren sollten. 

## Nachgang
Der Hoftag löste nicht alle Konflikte zwischen den Parteien, so dass es 1338/1339 zum Zweiten Hoftag von Visegrád kam.
In Anlehnung an die Hoftage wurde 1991 im gleichen Ort die Visegrád-Gruppe von Polen, der Tschechoslowakei, 1993 zerfallen in Tschechien und Slowakei, und Ungarn gegründet.